# Disterigma humboldtii
Disterigma humboldtii är en ljungväxtart som först beskrevs av Johann Friedrich Klotzsch, och fick sitt nu gällande namn av Niedenzu. Disterigma humboldtii ingår i släktet Disterigma och familjen ljungväxter. Inga underarter finns listade i Catalogue of Life.